# Micro-région d'Abaúj–Hegyköz
La micro-région d'Abaúj–Hegyköz (en hongrois : Abaúj–Hegyközi kistérség) est une micro-région statistique hongroise rassemblant plusieurs localités autour de Gönc.